# Große Mindoro-Fruchttaube
Die Große Mindoro-Fruchttaube oder auch Mindorofruchttaube  (Ducula mindorensis) ist eine sehr große, monotypische, Art der Taubenvögel. Sie kommt ausschließlich der philippinischen Insel Mindoro vor.
Die Bestandssituation der Großen Mindoro-Fruchttaube wird mit stark gefährdet (endangered) angegeben.

## Erscheinungsbild
Die Große Mindoro-Fruchttaube erreicht eine Körperlänge von etwa 50 Zentimetern. Sie ist damit deutlich größer als eine Ringeltaube. Auf den Schwanz entfallen 15,9 bis 17,8 Zentimeter. Der Schnabel hat eine Länge von 2,1 bis 2,4 Zentimeter. Es besteht kein auffälliger Geschlechtsdimorphismus.

### Erscheinungsbild der Männchen
Die Stirn und die Zügel sind matt rosa und gehen dann in einen blaugrauen Scheitel über. Der Nacken ist ebenfalls grauer, jedoch dunkler als der Scheitel. Die Federn rund um das Auge und die hinteren Ohrdecken sind schwärzlich. Der Mantel ist ebenfalls schwärzlich und schimmert am unteren Ende intensiv kupferfarben und violett. Die Flügeldecken sind grün mit einem bronzefarbenen Schimmer. Die Armschwingen sind grün mit einem türkisfarbenen Schimmer. Die Handschwingen sind schwärzlich mit einem blaugrünen Schimmer auf den Außenfahnen.
Der Rücken ist glänzend grün, die Oberschwanzdecken sind grün mit einem dunkelblauen Glanz. Der Schwanz ist schwärzlich, die Außenfahnen glänzen blaugrün und violett. Über die Mitte der Schwanzfedern verläuft ein breites dunkelgraues Mittelband.
Das Kinn und die Kehle sind blass rosa und gehen in einen blassgrauen Hals und eine etwas dunklere Brust über. Der Bauch ist ebenfalls grau, die Unterschwanzdecken sind dunkelgrau. Der Schnabel ist schwarz. Die Iris ist innen leuchtend gelb und außen rot. Die Augenringe sind dunkelrot, die Füße sind mattbraun.

### Erscheinungsbild der Weibchen
Das Gefieder des Weibchens ähnelt dem des Männchens sehr stark. Beim Weibchen weisen lediglich die Unterschwanzdecken auffällige kastanienbraune Säume auf. Die Iris ist strohgelb mit einem goldbraunen äußeren Ring. Der Schnabel ist braun mit einer schwarzen Spitze. Die Füße und Läufe sind mattrot.

## Verwechselungsmöglichkeiten

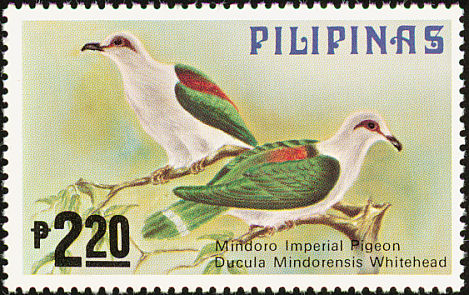
Die Große Mindoro-Fruchttaube auf einer philippinischen Briefmarke

Im Verbreitungsgebiet kommen zwei Arten der Fruchttauben vor, mit der die Große Mindoro-Fruchttaube verwechselt werden kann. Die Graukopf-Fruchttaube ist deutlich kleiner und das graue Mittelband über die Schwanzfedern ist auffallend heller. Der Bauch ist rosa und die Unterschwanzdecken sind kastanienbraun. Auf der Oberseite ist die Graukopf-Fruchttaube grünlicher und hat einen weniger intensiven Glanz.
Die Bronzefruchttaube unterscheidet sich deutlich von der Großen Mindoro-Fruchttaube. Sie hat einen einheitlich zart rosa Kopf mit einem grauen Schimmer. Hals, Brust und Bauch sind ebenfalls so gefärbt. Es fehlt außerdem das graue Mittelband über die Schwanzfedern.

## Verbreitungsgebiet

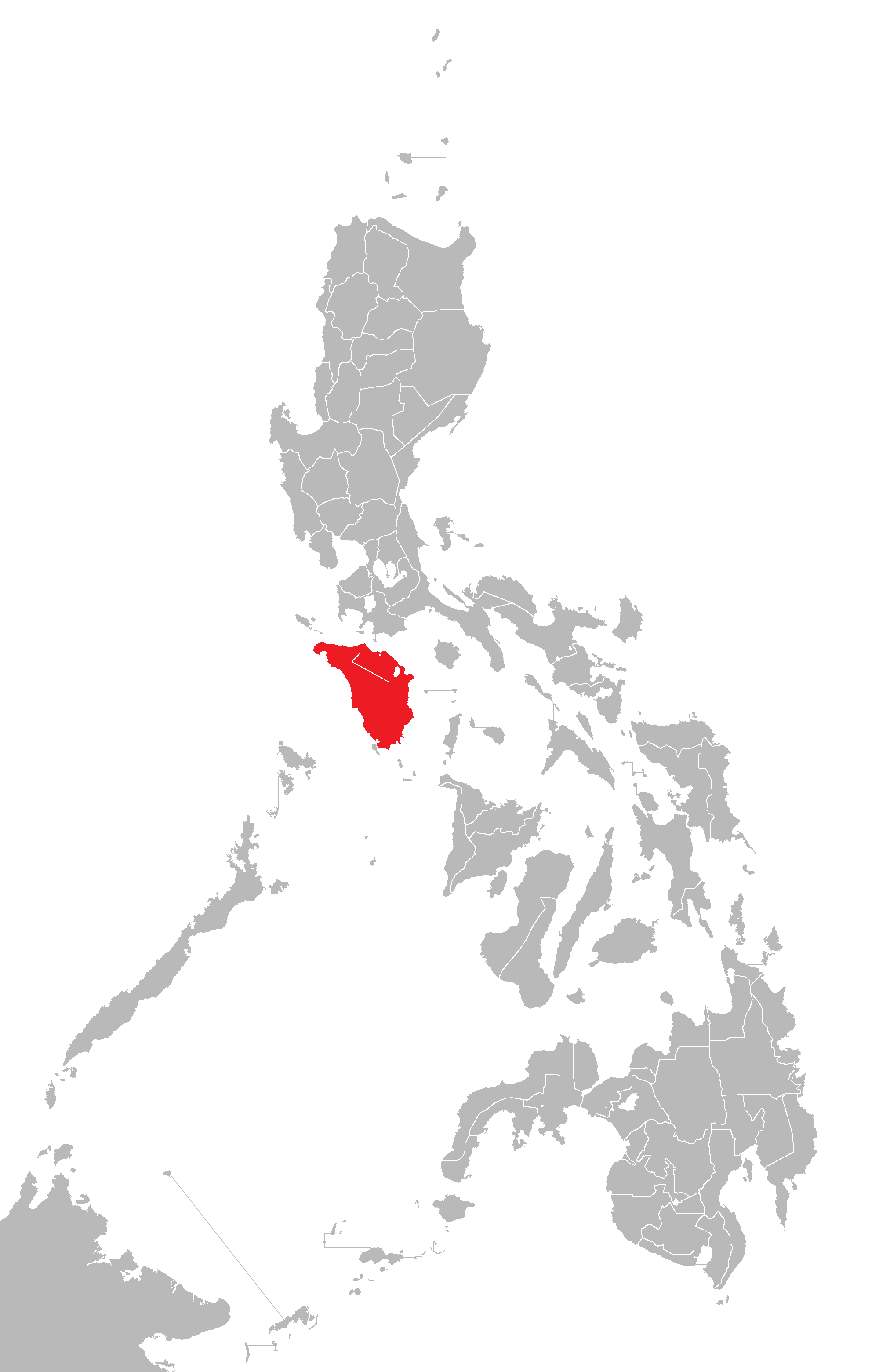
Die Große Mindoro-Fruchttaube kommt nur auf der philippinischen Insel Mindoro vor

Die Große Mindoro-Fruchttaube ist ein Inselendemit, die in ihrem Verbreitungsgebiet auf die philippinische Insel Mindoro beschränkt ist. Mindoro ist mit einer Fläche von 9.735 km² die siebtgrößte Insel der Philippinen, zusammen mit Nebeninseln umfasst sie 10.244,50 km². Die Insel erstreckt sich über 110 km in Nord-Süd-Richtung und bildet eine Landspitze nach Nordwesten. In Ost-West-Richtung ist sie ungefähr 80 km breit. Ein ebenfalls in Nord-Süd-Richtung verlaufender Bergrücken trennt Ost- und Westküste. Der höchste Berg ist der Halcon im Norden mit 2.582 m, im Süden erhebt sich der Baco.
Die Große Mindoro-Fruchttaube kommt lediglich in den dichten Wäldern der Vorgebirge und Gebirge der Inselmitte vor. Die Höhenverbreitung reicht von 700 bis 1500 Höhenmeter. Sie kommt unter anderem auf dem Halcon und im Mount Iglit Baco National Park vor. Sie ist grundsätzlich selten. Zur Bestandsbedrohung trägt unter anderem die Entwaldung bei, da sie als sehr große, ausschließlich waldbewohnende Art auf große, zusammenhängende Wälder angewiesen ist.

## Lebensgewohnheiten
Die Große Mindoro-Fruchttaube lebt einzelgängerisch oder paarweise. Nur gelegentlich kommt sie auch in Trupps von bis zu vier Individuen vor. Sie übernachtet gelegentlich vergesellschaftet mit der Graukopf-Fruchttaube und der Weißwangentaube. Diese Ruheplätze sucht sie in der Abenddämmerung auf und verlässt sie wieder in der Morgendämmerung. Ihre Nahrung sucht sie eher im unteren Wipfelbereich, nur zum Ruhen sucht sie den oberen Wipfelbereich auf.
Sie fressen ein großes Spektrum an Früchten, die von kleinen Beeren bis zu Früchten in der Größe von einem Taubenei reichen. Die Fortpflanzungsbiologie dieser Art ist bislang nicht abschließend untersucht.